# Comuna Holenîșceve, Letîciv
Holenîșceve (în ucraineană Голенищеве) este o comună în raionul Letîciv, regiunea Hmelnîțkîi, Ucraina, formată din satele Buțni, Holenîșceve (reședința), Maidan, Maidan-Holenîșcivskîi, Nova Huta și Prîlujne.

## Demografie
Componența lingvistică a comunei Holenîșceve
     Ucraineană (99,37%)
     Alte limbi (0,63%)
Conform recensământului din 2001, majoritatea populației comunei Holenîșceve era vorbitoare de ucraineană (99,37%), existând în minoritate și vorbitori de alte limbi.